# ドランブイ

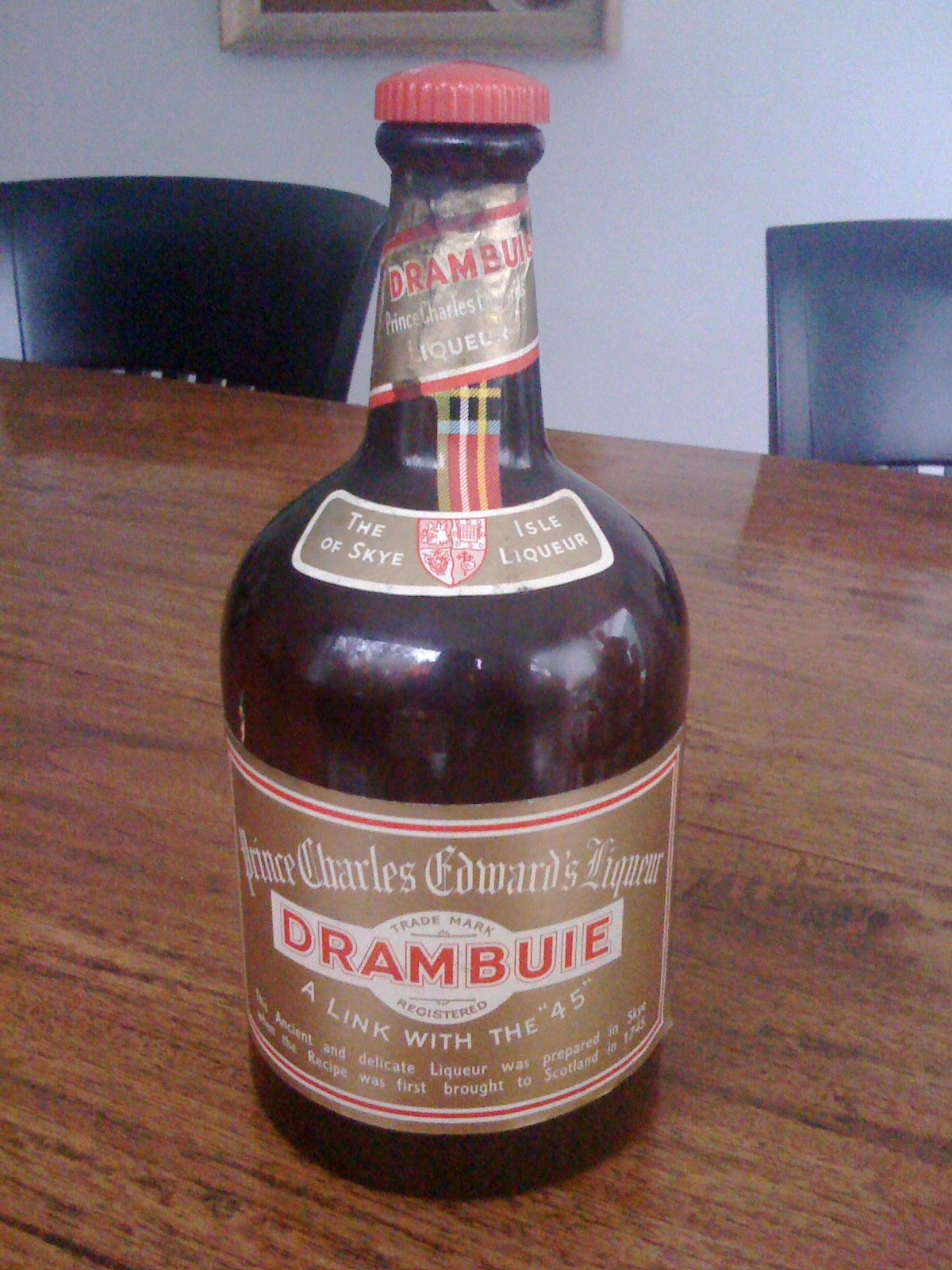
ドランブイ

ドランブイ（英: Drambuie, ドランビュイ）とは、モルト・ウィスキーをベースに作られる、リキュールの1種である。アルコール度数は40%、エキス分は35%。名称は、モルト・ウィスキー発祥の地とも言われるハイランド地方の言葉であるゲール語の「飲む（dram）」と「満足な（buidheach）」を合成して「Drambuie」としたもので、「満足できる酒」「満足すべき飲み物」といった意味。なお、しばしばアイリッシュ・ミストと比較される酒であるが、ドランブイの方がアイリッシュ・ミストよりも、ずっと古くから作られてきたという経緯がある。

## 歴史
1745年に、スコットランド、ステュアート王家のチャールズ・エドワード・ステュアートは、フランスから援助の約束を取り付けて王位継承権を争う戦を起こした。しかしチャールズは、1746年にインヴァネス州カロデン・ムアの沼沢地で大敗し、頼みのフランスとも連絡が取れず、スコットランドのスカイ島への逃走を余儀なくされる。ここでチャールズの首には多額の賞金がかけられたのにもかかわらず（部下などに首を取られることなく）、チャールズはフランスへの亡命に成功している。その際、彼を護衛していたハイランドの士を代表してジョン・マッキノン（John Mackinnon）に、褒美として王家秘伝の酒の製法が授けられた。この酒がドランブイである。したがって、ステュアート王家から門外不出だった秘酒ドランブイがマッキノン家に伝わったのは、1746年のことだったと考えられている。この逸話にちなみ、今日のドランブイのラベルには"Prince Charles Edward's Liqueur"と印字されている。
このドランブイが市販されたのは1906年のこと。マルコム・マッキノンがエジンバラ市の酒造会社の共同経営者だった時に、商品化したのである。1916年にはイギリス上院の酒蔵にも納入されるようになったが、まだまだ生産量は少なかった。ドランブイが量産されるようになったのは、第二次世界大戦後のことである。
量産されるようになってから、ドランブイはイギリス以外でも広く知られるようになり、ラスティ・ネイルなどのドランブイを使ったカクテルが流行した。なお、ドランブイを使用したカクテルの中には、ドランブイの歴史に関係のある名前が付けられたカクテルも存在する。例えば、プリンス・チャールズ（Prince Charles）やマッキノン（Mackinnon）と言った名称のカクテルである。参考までに、プリンス・チャールズ（Prince Charles）の作り方は、ドランブイ 30 ml、ブランデー 30 ml、レモン・ジュース 30 mlをシェークし、ソーサー型のシャンパン・グラス（容量120 ml程度）に注ぎ、グラスにレモン・スライスを飾るというものである。また、マッキノン（Mackinnon）の作り方は、ドランブイ 45 ml、ライト・ラム 10 ml、ライム・ジュース 20 ml、レモン・ジュース 10 mlをシェークし、氷を入れたタンブラー（容量240〜300 ml程度）に注ぎ、炭酸水で満たすというものである。ただし、プリンス・チャールズ（Prince Charles）は、ただ単に、ドランブイのラベルに"Prince Charles Edward's Liqueur"と書かれているために、この名前が付けられただけであるとの説もある。ともあれ、これらのように幾つもドランブイを使ったカクテルが考案されてきた。

## 製法
数十種類のスコッチ・ウィスキーをブレンドしたものをベースとしており、使用されているのは主にハイランドのモルト・ウィスキー（大麦麦芽のみを原料とするウィスキー）である。したがって、ドランブイはベースとなる酒の特徴を活かして作るリキュールだと言うことができる。これは、ブレンドしてできたウィスキーの質が、ドランブイの香りや味などを左右することを意味する。こうしてできたウィスキーに、蜂蜜、ハーブ、スパイスなどを配合する。なお、蜂蜜はヒースの花から集めたもの（ヘザー・ハニー）を使用している。最終的に、加水やシロップの追加なども行い、アルコール度数は40%、エキス分は35%に仕上げている。

## 飲用法・利用法
ドランブイは、ストレートで飲まれることがあるのは言わずもがなであるが、他にも水割りなどでも飲まれる。また、カクテルの材料ともされ、ドランブイを使用するカクテルとしてはラスティ・ネイルが有名である。さらに、ラスティ・ネイルや先述のプリンス・チャールズやマッキノンのような冷たいタイプのカクテルだけではなく、温かいタイプのカクテルとしても飲まれており、フォークランド・アイランド・ウォーマーやホット・ドラムなどが知られている。他に、製菓などにも利用される。

## 類似のリキュール
スコッチ・ウィスキーをベースとしているリキュールのドランブイに対し、アイリッシュ・ウイスキーをベースとしているリキュールがアイリッシュ・ミストである。言い方を変えると、スモーキーフレイバーのあるウィスキーをベースとしているドランブイに対し、スモーキーフレイバーがないウィスキーをベースとしているアイリッシュ・ミストとも言える。どちらもベースとなる酒の特徴を活かしたリキュールであるため、共通する原料も存在はするものの、当然のように配合する蜂蜜の種類やハーブなどは別物であるし、完成品の香りも味も異なっている。しかし、それでもこの2種類のリキュールは、性質の似たリキュールとして、しばしば対比される。さらに、ラスティ・ネイル（スコッチ・ウィスキーとドランブイで作られる）に対して、ミスティ・ネイル（アイリッシュ・ウィスキーとアイリッシュ・ミストで作られる）が存在するなど、カクテルになっても似た飲まれ方をする酒でもある。